# Jiří Baborovský
Jiří Baborovský (28. srpna 1875 Březové Hory – 10. října 1946 Brno) byl český fyzikální chemik. Věnoval se studiu kinetiky chemických reakcí. Byl vůbec prvním docentem fyzikální chemie v Českých zemích.

## Život
Narodil se do rodiny Jana Baborovského, lékárníka v Březových Horách, a jeho ženy Hermíny, roz. Skočdopolové. Pokřtěn byl jmény Jiří Augustin Heřman.
Vysokou školu začal studovat až po lékárenské praxi, kterou vykonával v Broumově a později v Praze. V Praze začal studovat a kromě toho pracoval jako asistent profesora Bohuslava Raýmana. V roce 1902 promoval na FF UK, poté pokračoval ve studiu v Lipsku u profesora Wilhelma Ostwalda. V roce 1905 předložil pražské univerzitě svou habilitační práci O zjevech na anodách z kovového magnesia. Mimořádným profesorem pražské univerzity byl jmenován až v roce 1911. V roce 1912 se stal řádným profesorem teoretické a fyzikální chemie na České vysoké škole technické v Brně. V letech 1914–1915, 1927–1928 a 1936–1937 byl děkanem odboru chemického inženýrství na brněnské technice.
Pohřben byl na Ústředním hřbitově v Brně.

## Dílo
- Napsal známé učebnice fyzikální chemie Theoretická a fysikální chemie (1919) a Úvod do theoretické a fysikální chemie (1926), které měly velký význam v době, kdy byl původní české odborné chemické literatury velký nedostatek.
- Autorsky se podílel na tvorbě hesel ze svého oboru pro desetidílný Komenského slovníku naučný, který vyšel v letech 1937–1938.[3]
- Všudypřítomné koloidy: úvod do chemie a fyziky koloidního stavu. 1. vyd. Praha: Čin, 1944. 207 s.